# مکتب وحدت نوین جهانی
مکتب وحدت نوین جهانی، در سال ۱۳۱۲ در کرمانشاه و توسط سه تن به نام‌های: حشمت‌الله دولتشاهی(معروف به حشمت‌السلطان)، عطاالله شهاب‌پور، و علی‌اشرف کشاورز بنیان گردیده، و با اعتقاداتی مشتمل بر دو بخش مکتب روحی و تطهیر اخلاقی، و حکمت نوین، فعالیت اجتماعی-دینی خود را آغاز نمود.
الف) مکتب روحی و تطهیر اخلاقی شامل تمرینات روحی روزانهٔ شاگردان مکتب، به منظور بالا بردن قوای روحی و ارتباط ماورائی می‌باشد، و نیز تطهیر اخلاقی به‌صورت نظری و عملی به منظور خوب زیستن و خوب عمل کردن.
ب) حکمت نوین شامل تلفیق دین و دانش و خرافه‌زدائی از آموزه‌های دینی، و نیز پرداختن به تعلیمات عرفانی و اخلاقی ادیان می‌باشد.

بخشی از اعتقادات مکتب از این قرار است:
۱. همهٔ اجزاء عالم، از ذرات تا کهکشان‌ها در تعاملی پیوسته و دائمی با همدیگر قرار داشته و هر یکی از اجزاء در هر کجای این عالم، می‌تواند همچون نبضی باشد برای نشان دادن احوالات کل عالم هستی.
۲. عالم هستی، ظهور خداوند است، و نه مخلوق او. خدا و هستی، یک حقیقت هستند با دو نام. بنابراین تلاش برای شناسائی عالم لایتناهی نیز، خداشناسی نام دارد.
۳. انسانیت نیز، وجودی یکپارچه‌است و همهٔ آدمیان عالم، اجزاء این یکپارچگی بوده و تحت فرمان یک شعور بزرگِ اداره‌کنندهٔ این عالم قرار دارند.
۴. همهٔ ادیان و مذاهب، در پیدایش خود و بدون هیچ تفاوتی، از یک حقیقت واحد بوجود آمده و از این نظر، دارای نسبتی مساوی می‌باشند، و تنها در اثر برخورد با فرهنگ‌ها و جغرافیا و ملل مختلف است که به اشکال مختلفی درآمده‌اند.